# Youko Minamida
Youko Minamida (南田 洋子 Minamida Youko, 1. marts 1933 − 21. oktober 2009 i Tokyo) var en japansk skuespillerinde.

## Filmografi
Hendes filmografi inkluderede 140 film, bl.a.:
- 十代の誘惑 (Juudai no yuuwaku) (1953)
- The Crucified Lovers (1954)
- Season of the Sun (1956)
- Pigs and Battlespips (1961)
- Ghost Shout (2005)[6]